# Archivo del Reino de Galicia
El Archivo del Reino de Galicia (en gallego: Arquivo do Reino de Galicia) es un archivo cuya titularidad pertenece al Ministerio de Cultura y cuya gestión está cedida a la Junta de Galicia desde el año 1989. Se encuentra situado en La Coruña.
Ejerce funciones de Archivo Histórico General de Galicia y de Archivo Histórico Provincial de La Coruña, por lo que custodia la documentación de ámbito gallego o provincial, que producen las administraciones tanto locales como autonómicas o estatales cuyo ámbito de actuación es la comunidad autónoma gallega.

## Historia
Sus orígenes datan de la Real Cédula emitida por el rey Carlos I el 3 de febrero de 1529 y en una Real Provisión del mismo monarca y su madre, la reina Juana I, del 1 de marzo de 1543, cuando se ordenó la salvaguardia y custodia de los procedimientos de la Real Audiencia de Galicia, un organismo creado por los Reyes Católicos mediante diversas disposiciones a partir de 1480. Su inicio formal data de la Real Cédula del rey Carlos III emitida el 22 de octubre de 1775, cuando se crea el Archivo, asignándole también personal y unas normas de funcionamiento. Para este fin se construyó un edificio propio en la ciudad de Betanzos a fin de retirar el archivo de los bajos de la Real Audiencia. Dicho edificio constaba de siete bóvedas con siete llaves, una para cada provincia del Reino de Galicia. No obstante, rematado el Edificio del Archivo del Reino, este nunca fue usado para su cometido fundacional porque se decretó el traslado del mismo a La Coruña.
Su sede original era el Palacio de la Real Audiencia, un edificio que actualmente alberga la Capitanía General, en donde permaneció hasta su traslado en 1936 a los sótanos del Palacio de Justicia. Finalmente, en 1956 fue trasladado a su actual emplazamiento, junto al Jardín de San Carlos. El proyecto fue concebido por Antonio Tenreiro Rodríguez, e inaugurado en 1955.

## Fondos
El núcleo de los fondos del Archivo proviene de los procedimientos de la Real Audiencia de Galicia. No obstante, desde mediados del siglo XIX, ha ido adquiriendo fondos de origen diverso, hasta llegar a más de 250. El Archivo alberga fondos que se remontan, en el caso de diversos diplomas en pergamino, al siglo IX.